# ابراهیم صلاحی
ابراهیم ال صلاحی (به عربی: ابراهيم الصلاحي) (متولد ۵ سپتامبر ۱۹۳۰) در کشور سودان است.
وی هنرمند، نقاش و سیاستمدار سابق و دیپلمات کشور سودان بوده‌است.

## زندگی و حرفه
ابراهیم ال-صلاحی متولد ۵ سپتامبر ۱۹۳۰ در ام درمان سودان به یک خانواده مسلمان است و مسلماً یکی از مهم‌ترین هنرمندان سبک مدرن آفریقایی نیز می‌باشد.
پدر وی به صورت حرفه‌ای در مراسم مذهبی به تلاوت قرآن مشغول بود و ابراهیم نیز قرآن خوانی را از پدرش آموخته است و همچنین به صورت خودآموز تمرین خوشنویسی کرده‌است که اغلب در سراسر آثار هنری‌اش به چشم میخورد.
او به تحصیلات پزشکی مشغول بود اما به دلیل پاره ای از مشکلات و عدم علاقه به ادامه، تحصیلات پزشکی را کنار گذاشته و به هنر روی آورد، سپس در دانشکده طراحی گوردون مشغول تحصیلات هنر شد.

## سابقه هنری
او به عنوان یک پیشگام هنر در سودان "خارطوم" مهمان شبکه BBC بوده‌است.
آثار ابراهیم صلاحی بیشتر شبیه به خطاطی‌های عربی در فضای رنگ‌های سیاه و سفید خلق شده‌اند و با دقت بیشتر به این آثار می‌توان متوجه شد اعتقادات مذهبی و اسلامی عربی نظیر موجودات و مخلوقات عجیب شبیه جن و شیاطین در آثارش وجود دارند.
در سال ۲۰۰۱ ابراهیم ال-صلاحی مفتخر به جایزه "پرنس کلاوس" از هلند شد.